# Ordine reale della Cambogia
L'Ordine reale di Cambogia è un ordine cavalleresco del regno della Cambogia fondato durante il periodo coloniale francese e mantenuto successivamente.

## Storia

### Il periodo coloniale
Nel 1845 la Thailandia ed il Vietnam divennero parte di un unico protettorato sotto l'intero impero Khmer, con l'intento da parte dei coloni francesi di garantire formalmente al re Norodom I l'amministrazione del paese anche se di fatto Parigi continuava a intesserne le relazioni commerciali e con l'estero. L'8 febbraio 1864 il re fondò l'Ordine reale di Cambogia, concepito come un ordine di merito per cambogiani e francesi. Dapprima Napoleone III e poi i presidenti francesi ricevettero "ex officio" la gran croce dell'ordine come capi del protettorato. L'ordine era utilizzato allo stesso modo per ricompensare militari cambogiani e stranieri, nonché i civili meritevoli.
Secondo il regolamento l'età minima per ottenere la decorazione era stata fissata a 29 anni con l'obbligo di ricevere da prima il titolo di cavaliere per poi entrare ai gradi superiori dopo un determinato periodo ed in base ai meriti conseguiti. Solo i decorati della Legion d'onore francese potevano aspirare a ricevere direttamente un grado superiore: gli ufficiali della Legion d'onore ricevevano solitamente il grado di commendatore dell'ordine cambogiano, i commendatori quello di grand'ufficiale, i grand'ufficiali quello di gran croce. Dal momento che poi l'ordine si originava in Cambogia ma veniva utilizzato dalla Francia come uno dei propri ordini coloniali, esso poteva essere concesso a quanti avessero trascorso almeno tre anni in Indocina, preferibilmente in Cambogia.

### Periodo post-coloniale
Nel 1948 la Francia cessò di conferire l'ordine anche se esso formalmente rimase a disposizione dell'apparato coloniale francese, ma veniva ora concesso solo dal re di Cambogia.
Il 1º settembre 1950 l'Ordine venne riformato e nel 1955 la Cambogia divenne indipendente dalla Francia. L'ordine venne approvato dal re Norodom Sihanouk durante il suo governo e venne mantenuto anche durante il suo esilio a Pechino a seguito della venuta della repubblica. Dopo la restaurazione della dinastia Khmer nel 1993, l'Ordine reale di Cambogia è stato ripristinato.

## Classi
L'ordine consta delle seguenti classi di benemerenza:
- Cavaliere di gran croce
- Grand'ufficiale
- Commendatore
- Ufficiale
- Cavaliere

| Nastri durante il periodo coloniale francese (1899-1948) |           |              |                 |            |
| Cavaliere                                                | Ufficiale | Commendatore | Grand'Ufficiale | Gran Croce |

| Nastri    |           |              |                 |                         |
| Cavaliere | Ufficiale | Commendatore | Grand'Ufficiale | Cavaliere di Gran Croce |

## Insegne
- La "medaglia" dell'ordine aveva la forma di una stella allungata d'oro o d'argento, sormontata dalla corona di Cambogia con al centro un disco bordato di rosso con uno sfondo blu-violetto con lo stemma reale in oro della monarchia. Il retro della medaglia è lasciato al naturale. Nelle concessioni francesi la corona di Cambogia venne spesso sostituita con una "all'europea" sormontata da una piccola croce e negli ultimi anni venne concesso addirittura senza corona per ribadire la mancanza di un re nella repubblica francese
- Il "nastro" della medaglia era originariamente rosso bordato di verde, salvo dal 1899 al 1948 essere cambiato in bianco bordato di giallo. Il nastro è stato riportato alla sua colorazione originaria con il ritorno della monarchia nel 1993.

## Insigniti notabili
- Kim Jong-il
- Josip Broz Tito
- Jean de Lattre de Tassigny
- Sultan Ibrahim of Johor
- Hor Namhong
- Bao Long
- Jagatjit Singh of Kapurthala
- Tengku Fauziah binti Almarhum Tengku Abdul Rashid
- Jean-Baptiste Billot
- Björn Stenvers
- Tuanku_Fauziah
- Norodom_Monineath